# Pistacia chinensis
Pistacia chinensis là một loài thực vật có hoa trong họ Đào lộn hột. Loài này được Bunge miêu tả khoa học đầu tiên năm 1833.

## Hình ảnh

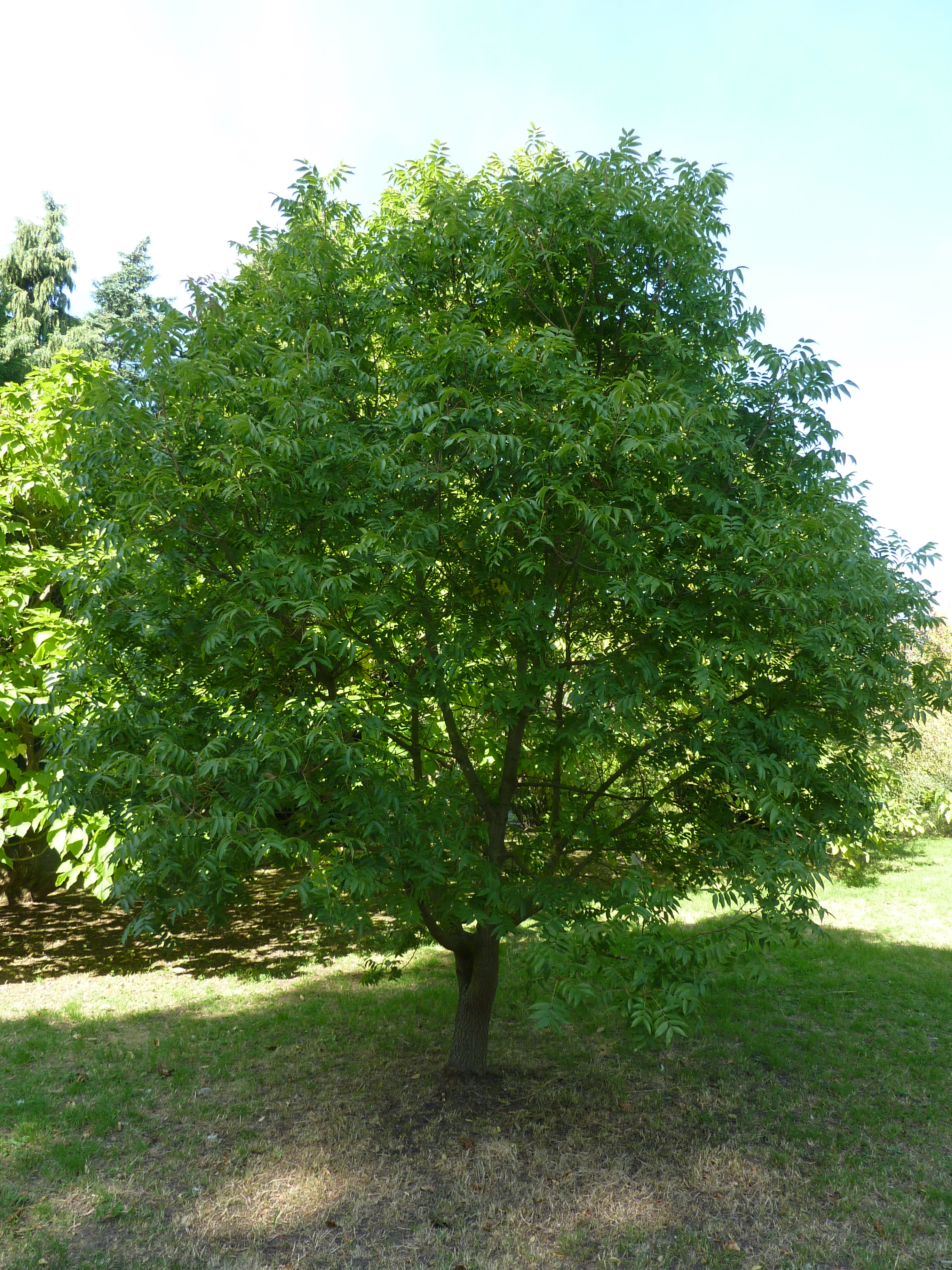
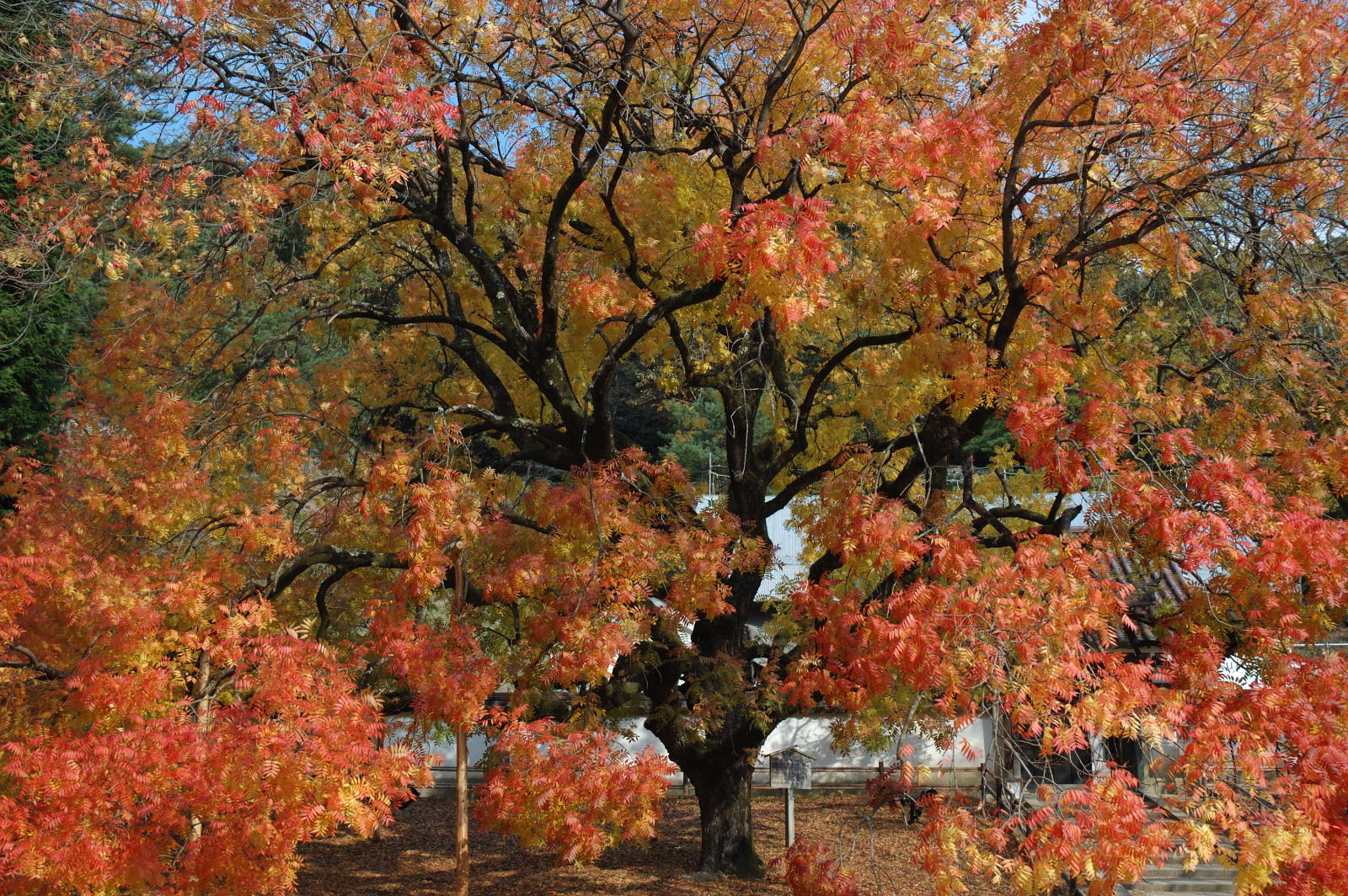
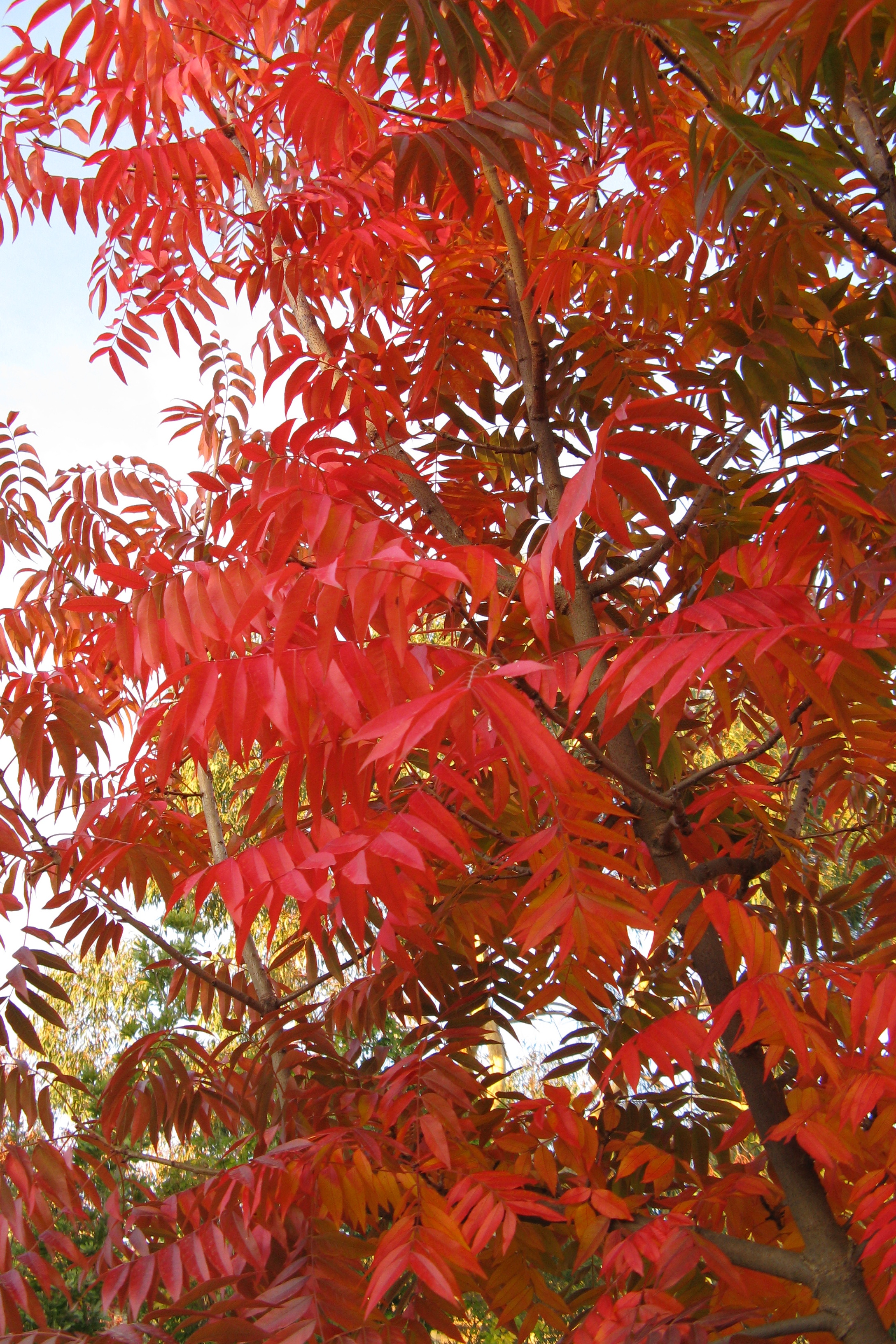
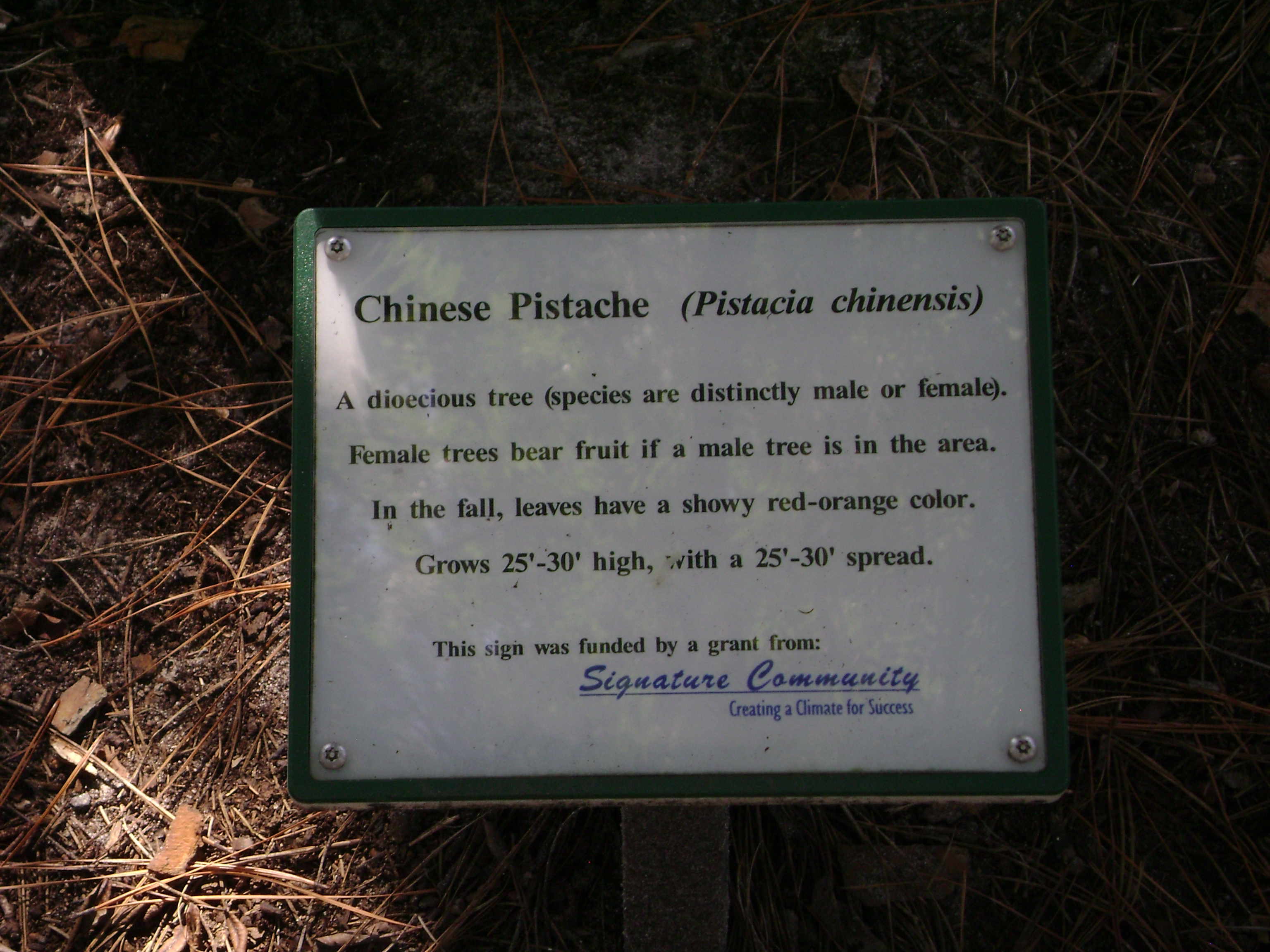